# 梅爾維爾峰
62°1′S 57°41′W / 62.017°S 57.683°W
梅爾維爾峰（Melville Peak），是南極洲的山峰，位於南設得蘭群島的喬治王島東端，由讓-巴蒂斯特·夏古率領的法國探險隊繪入地圖，現時由南極條約體系管理。